# Hub bei Watzling
Hub bei Watzling (amtlich Hub b.Watzling) ist ein Gemeindeteil der Stadt Dorfen im oberbayerischen Landkreis Erding.

## Lage
Der Weiler Hub bei Watzling liegt 4,5 Kilometer südwestlich von Dorfen auf der Gemarkung Watzling. Die ebenfalls im Gemeindegebiet von Dorfen liegenden Einöden Hub bei Schwindkirchen und Hub bei Grüntegernbach liegen 5,5 Kilometer von Dorfen entfernt und östlich respektive südöstlich der Stadt.

## Bevölkerungsentwicklung
Um 1871 gab es in Hub 29 Einwohner. Im Mai 1987 lebten dort 28 Einwohner in fünf Wohngebäuden, die in sieben Wohnungen aufgeteilt waren.
| Jahr      | 1871 | 1925 | 1950 | 1970 | 1987 |
| Einwohner | 24   | 22   | 24   | 29   | 28   |